# 五番目の女
『五番目の女』（ごばんめのおんな）は、ヘニング・マンケル著によるスウェーデンの警察小説「クルト・ヴァランダー・シリーズ」の第6作である。

## あらすじ
1994年9月26日、ヴァランダーが父親とのローマ旅行を終え休暇明けに出勤すると家宅侵入の報告が上がってきた。何者かに侵入されたのは閉店後無人の花屋であったが盗まれたものは無く、店内には血痕が残されていた。届け出た店員の話によると花屋の寡夫の経営者は前の週からアフリカへの長期旅行中で翌週にならないと帰らないということであった。
翌日ガソリンスタンドの経営者が、一人暮らしの馴染み客に注文の暖房用燃料を配達に行ったところ不在で家の中の様子から失踪したらしいとの届け出があった。広大な敷地を所有するこの引退した元自動車販売業者は、前年に被害の無い家宅侵入の届け出を提出していた。ヴァランダーが元自動車販売業者の家を訪れると失踪したと思われていた人物が敷地内の堀の中で突き立てられた竹槍に串刺しになり死亡しているのを発見した。
元自動車販売業者の殺人事件の捜査が開始されたが、今度は旅行代理店に問い合わせた花屋の店員から経営者がアフリカ旅行には行っていないらしいという知らせが入った。

## 登場人物
クルト・ヴァランダー
イースタッド警察、警部
アン＝ブリッド・フーグルンド
イースタッド警察、刑事
スヴェードベリ
イースタッド警察、刑事
マーテインソン
イースタッド警察、刑事
リーサ・ホルゲンソン
イースタッド警察、署長
ユスタ・ルーンフェルト
花屋の経営者
ホルゲ・エリクソン
元自動車販売業者の詩人
スヴェン・ティレーン
ガソリンスタンドの経営者